# Vladimir Zvorkin
Vladimir Kosma Zvorikin (ruski: Владимир Козьмич Зворыкин; 29. jul 1888 — 29. jul 1982) je bio rusko-američki inženjer fizičar pronalazač, i pionir u polju televizije. 
Da bi televizija bila izmišljena bio je potreban veliki broj tehničkih inovacija. Još 1884. godine je Paul Nipkov prijavio Carskom patentnom zavodu Nemačke patent za električni teleskop. „Nipkinov disk“ je spiralna ploča sa trideset rupa koja se vrti i već je omogućila projektovanje nekog predmeta. Opis patenta glasi: 
„Aparat koji je ovde opisan služi da objekat koji se nalazi na mestu A bude vidljiv na mestu B“
Hajnrih Herc je otkrio elektromagnetske oscilacije, Karl-Ferdinand Braun katodnu cev, poznata kao Braunova cev, a Markoni je uspeo da prenese zvuk na velike distance.
Vladimir Kosma Zvorikin (1889—1982) američki inženjer i fizičar je poreklom Rus. Posle Prvog svetskog rata je emigrirao u SAD, gde je kasnije dobio i državljanstvo. Bio je učenik i saradnik Borisa Rozinga koji je prvi smislio mehanizam emitovanja televizijske slike i koji važi za pionira televizije. Zvorikin je radio kao stručnjak za visoke frekvencije i problem televizije u RCA (Radio Corporation of America). Razvio je princip Braunove cevi, ujedno nastavlja da proučava Rozingove radove. Zworikin je 29. decembra 1923. godine u SAD prijavio patent za čisto elektronski „televizijski sistem“. Patent je dobio broj 683 337. Aparat je nazvan „Ikonoskop“, cev za posmatranje slika. Televizija je bila rođena. Zvorikinov pronalazak je zamenio mehanički postupak „Nipkinovog diska“ elektronskim. Način funkcionisanja aparata je do danas ostao isti u svim elektronskim kamerama. U Ikonoskopu se uz pomoć fotoefekta stvara slika scene koja se snima. Ona biva „očitana“ uz pomoć elektronskih zraka. Na petom Berlinskom sajmu 1929. godine Ikonoskop je prvi put predstavljen javnosti. Slika je dosta „igrala“, a ekran je bio premali. Za samo snimanje bilo je potrebno mnogo svetlosti. Ipak, aparat je prava senzacija. Zvorikin je godinu dana kasnije izmislio kineskopsku cev za emitovanje slika. 
Njegova kamera je korišćena i prilikom prvog televizijskog prenosa Olimpijskih igara 1936. godine u Berlinu. U to doba skoro da niko nije privatno posedovao televizor, ali su u Berlinu, Lajpcigu i Podstamu otvorene sale za gledanje televizijskog prenosa, a ulaz se naplaćivao. Televizija je vrlo brzo postala popularna. U tome Zvorikinov doprinos nije bio mali, a radio je i na razvoju televizije u boji. 
Prvo emitovanje je obavljeno 1929. godine, od nekoliko sati prvog programa, ubrzo je usledio celodnevni program. Nemi filmovi su ozvučeni, crno-bele slike su ubrzo dobile boju, broj televizijskih kanala je rastao, kao i broj televizora po domaćinstvima. U proseku svaki Evropljanin provede više od dva sata ispred televizora.

## Literatura
- Albert Abramson (1987). The History of Television 1880 to 1941. Jefferson: McFarland.
- Albert Abramson (2003)Die Geschichte des Fernsehens 1880 bis 1941, München, Fink Verlag.
- Albert Abramson (1995). Zworykin, Pioneer of Television., University of Illinois Press, Champaign.
- Fritz Schröter (1932) Handbuch der Bildtelegraphie und des Fernsehens, Berlin: Julius Springer.
- Fritz Schröter (1937) Fernsehen. Die neueste Entwicklung insbesondere der deutschen Fernsehtechnik, Berlin: Julius Springer.
- Walter Bruch (1967). Kleine geschichte des deutschen Fernsehens., Berlin: Hande & Spender.

## Spoljašnje veze
- The Farnsworth Invention: Fact -v- Fiction
- Heyer, Mark (29. 11. 2010). „IEEE Global History Network - Oral-History: Interview with Vladimir Zworykin on July 4, 1975”. IEEE. Приступљено 14. март 2011.. Проверите вредност парамет(а)ра за датум: |access-date= (помоћ)
- „IEEE Global History Network - Vladimir Zworykin”. IEEE. 16. 9. 2010. Приступљено 14. март 2011.. Проверите вредност парамет(а)ра за датум: |access-date= (помоћ)
- Compilation of biographies of Vladimir Zworykin- including photographs and bibliography, compiled by Prof. Eugenii Katz of The Hebrew University.
- Recipients of the IEEE Vladimir K. Zworykin Award
- (Russian) Vasin A.N., Velembovskaya K.M. Pages of the Biography of the "Father of TV" V.K. Zworykin (1888-1982) magazine "Modern and Contemporary History", Russian Academy of Science, Moscow, 2009,№5
- Awards of Vladimir K. Zworykin